# Cineworld
Cineworld Group plc er en britisk multinational biografvirksomhed. De har 9.518 skærme i 790 biografer i 9 europæiske lande samt i USA. Cineworlds største datterselskaber er Picturehouse i Storbritannien og Irland, Cinema City i Øst- og Centraleuropa, Yes Planet i Israel otg Regal Cinemas i USA.